# Saint-Martin-Bellevue
Saint-Martin-Bellevue korábbi község (település) Franciaországban, Haute-Savoie megyében. 2017. január 1-jén Thorens-Glières, Aviernoz, Évires és Les Ollières községgel egyesült és Fillière új község része lett.
Lakosainak száma 2732 fő (2018. január 1.). Saint-Martin-Bellevue Allonzier-la-Caille, Argonay, Charvonnex, Cuvat, Les Ollières, Pringy, Villaz és Villy-le-Pelloux községekkel határos.

## Népesség
A település népessége az elmúlt években az alábbi módon változott:
| Lakosok száma | 2536 | 2646 | 2707 | 2732 |
|               | 2013 | 2015 | 2017 | 2018 |